# Tetraleurodes quercicola
Tetraleurodes quercicola là một loài côn trùng cánh nửa trong họ Aleyrodidae, phân họ Aleyrodinae.
Tetraleurodes quercicola được Nakahara miêu tả khoa học đầu tiên năm 1995.